# Jardin Neskoutchni
Le jardin Neskoutchni (en russe : Нескучный сад) est le plus ancien parc public de Moscou.